# Sommet de la Ligue arabe de 2019
 (mai 2020).
Si vous disposez d'ouvrages ou d'articles de référence ou si vous connaissez des sites web de qualité traitant du thème abordé ici, merci de compléter l'article en donnant les références utiles à sa vérifiabilité et en les liant à la section « Notes et références ».
Le 30e sommet de la Ligue arabe s'est tenu le 31 mars 2019 à Tunis en Tunisie, sous l'égide du secrétaire général de l'organisation Ahmed Aboul Gheit.

## Contexte
Le précédent sommet s'est tenu à Dhahran, en Arabie saoudite, le 15 avril 2018. Comme d'habitude, tous les sommets ont abouti à un certain nombre de décisions, dont la plus importante est peut-être liée à la situation de la Palestine en général, car elle stipulait la nullité et l'illégitimité de la reconnaissance américaine de Jérusalem comme capitale d'Israël, comme demandé par les pays. Le monde ne doit pas déplacer ses ambassades à Jérusalem ni les reconnaître comme la capitale d'Israël. Malgré cela, la plupart de ces décisions n'ont pas été appliquées sur le terrain ni même en conséquence. Les États arabes eux-mêmes se sont plutôt précipités vers la normalisation avec l'entité sioniste. En un an seulement, l'hymne national israélien a été joué au Qatar, aux Émirats arabes unis et au Maroc. Ces trois pays arabes, ainsi qu'un certain nombre d'autres (Koweït, Arabie Saoudite, Yémen, Oman...) ont participé à la conférence de Varsovie, qui visait à lutter contre la marée iranienne au Moyen-Orient. Le Premier ministre israélien Benyamin Netanyahou était assis à la même table que les présidents étrangers du reste des pays arabes, ce qui est sans précédent dans l'histoire de la normalisation des relations israëlo-arabes. 
Outre la question palestinienne, qui est considérée comme l'une des questions les plus importantes dans l'opinion publique arabe, sinon la plus importante, les pays arabes traversent des crises et des divisions graves qui ont affecté directement et indirectement les autres problématiques. D'une part, la crise diplomatique avec le Qatar continue de jeter un trouble sur tous les événements et a en d'une certaine manière affecté la question palestinienne en général et la bande de Gaza en particulier, où la fracture qataro-saoudienne s'est manifestée à travers le soutien du Qatar envers le Hamas. L'Arabie Saoudite a alors enclenché une offensive médiatique envers le parti islamiste en le qualifiant tour à tour de "pantin d'Israël", "pantin du Qatar" ou encore "pantin de l'Iran". D'autre part, la situation n'a pas beaucoup évolué pour le reste des pays arabes, car la guerre civile syrienne se poursuit et l'armée du régime se prépare à contrôler les derniers bastions de l'opposition, tandis que les pays cherchent à rétablir les relations diplomatiques avec le gouvernement syrien aux niveaux arabe et régional, après une interruption diplomatique qui s'est poursuivie pendant des années après les événements. Dans ce contexte, Ennahdha a appelé à une réconciliation nationale globale entre tous les groupes en Syrie, ce qui représente un léger changement dans les politiques du parti islamique, qui a boycotté le gouvernement syrien au cours des dernières années. De même, un changement s'est produit dans la politique américaine et son rôle dans le processus de paix, après que le président américain Donald Trump a reconnu la souveraineté d'Israël sur le plateau du Golan syrien occupé. Ce qui menace de légitimer l'occupation israélienne continue de ce plateau depuis la guerre de 1967, qui est basée selon l'ONU d'une violation des droits des habitants du Golan. 
Sur le plan politique également, les manifestations populaires sont revenues dans les rues arabes, alors que l'étincelle au Soudan a été déclenchée par des manifestations massives pour renverser le régime d'Omar Béchir, qui dirige l'État depuis près de 30 ans. L'Algérie a également été le théâtre de grandes manifestations populaires. Le président Abdelaziz Bouteflika, qui dirige le pays depuis 1999, a décidé de ne pas briguer un cinquième mandat, puis les revendications du peuple ont évolué plus tard pour demander le renversement du régime.

## Pays présents

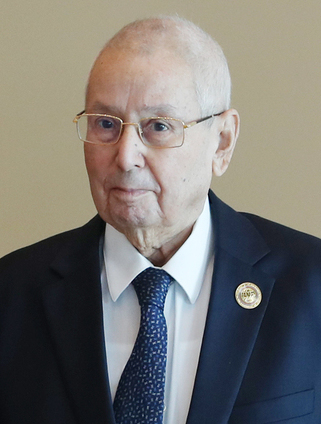
Algérie Abdelkader Bensalah, président de la chambre haute
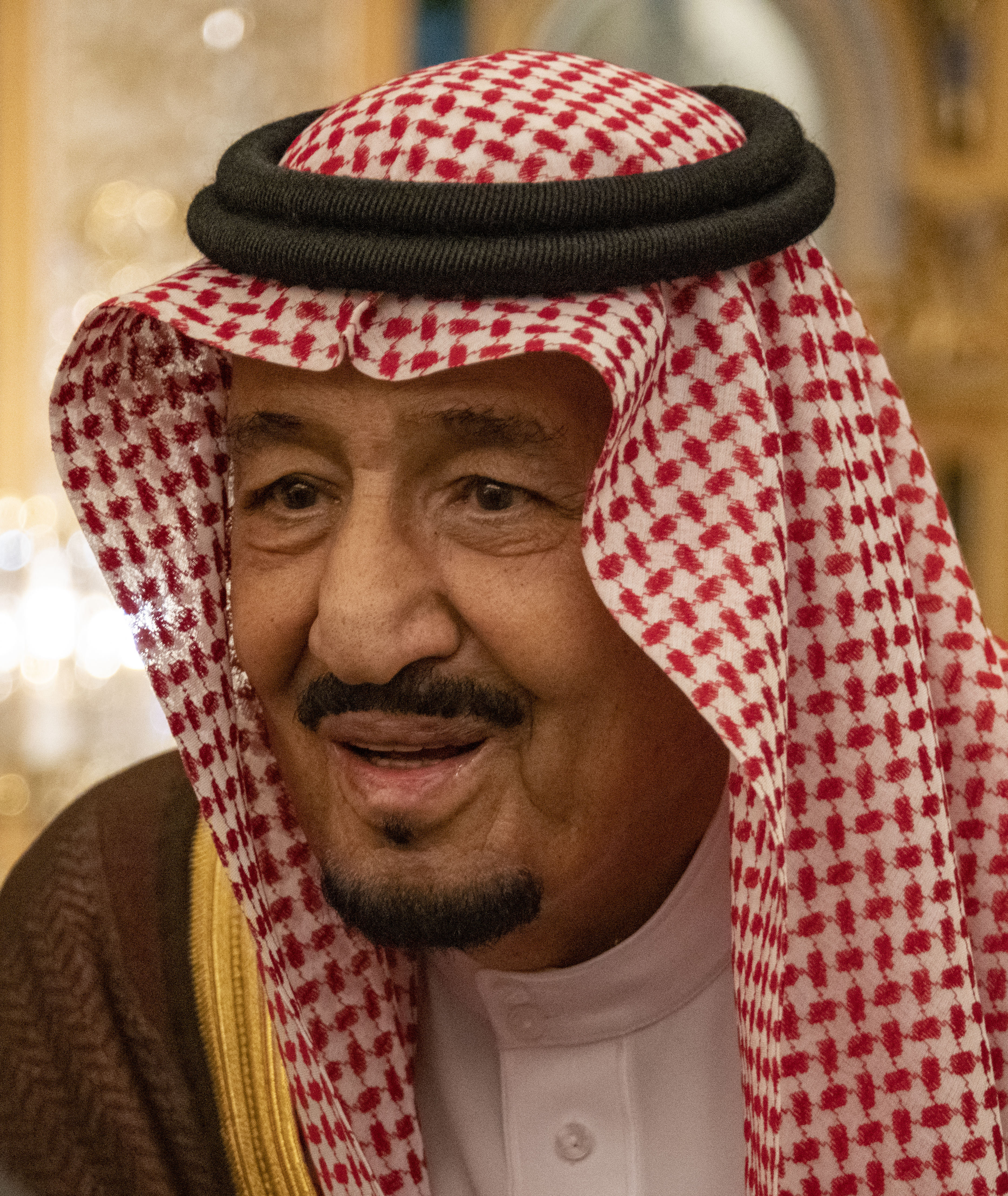
Arabie saoudite Salmane ben Abdelaziz Al Saoud, roi
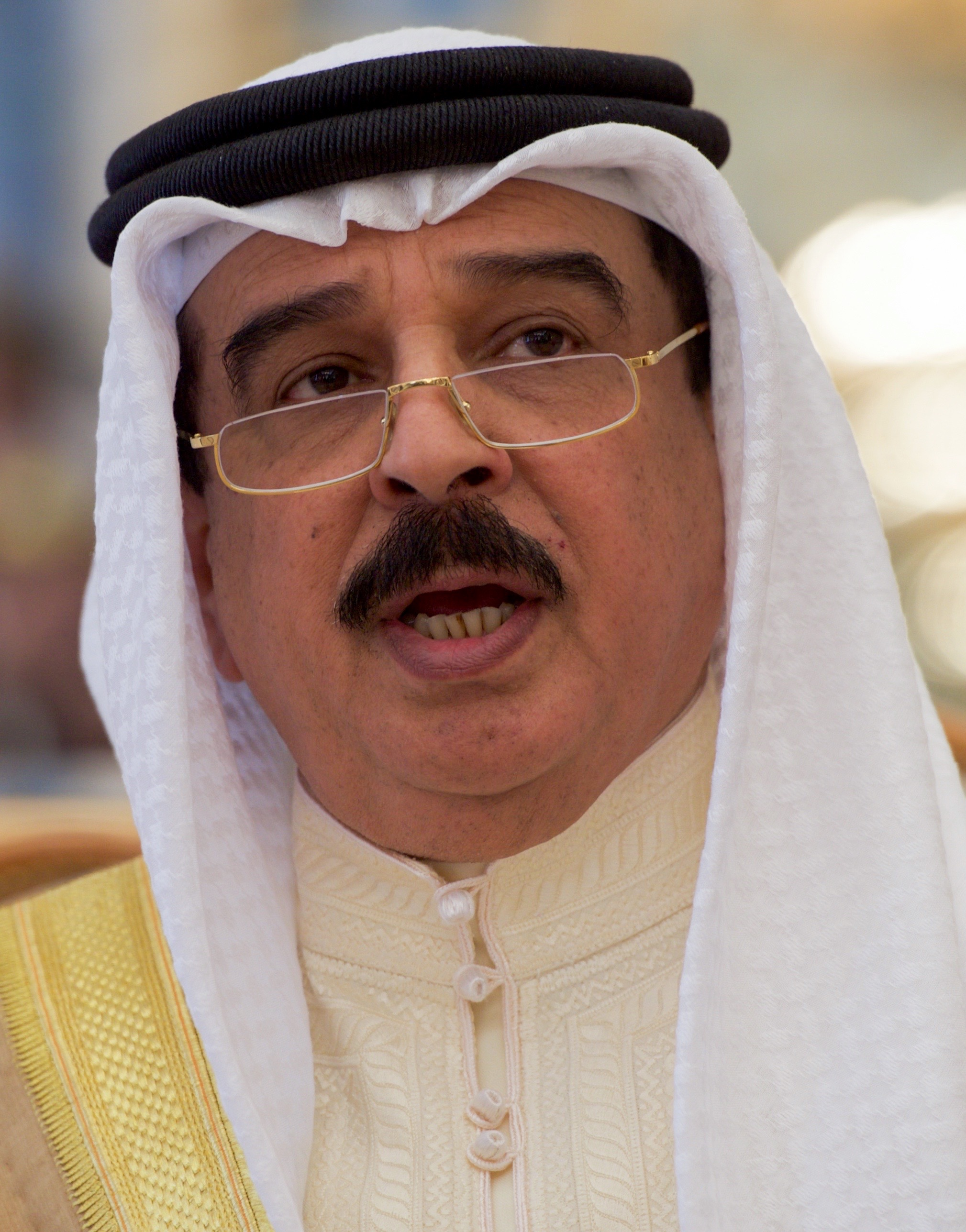
Bahreïn Hamed ben Issa Al Khalifa, roi
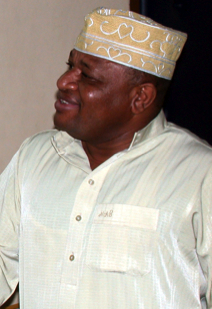
Comores Mohamed El-Amine Souef, ministre des affaires étrangères
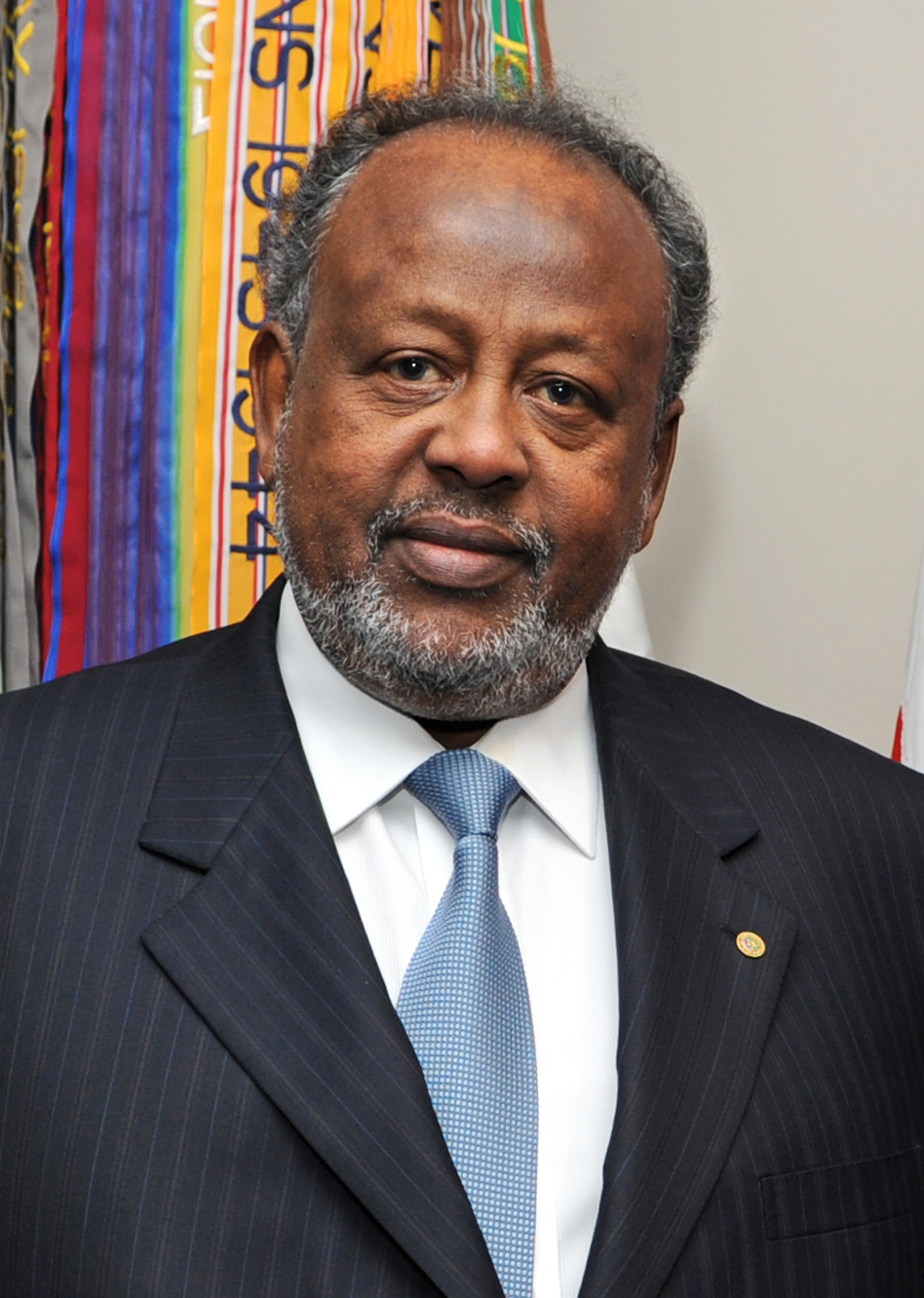
Djibouti Ismaïl Omar Guelleh, président
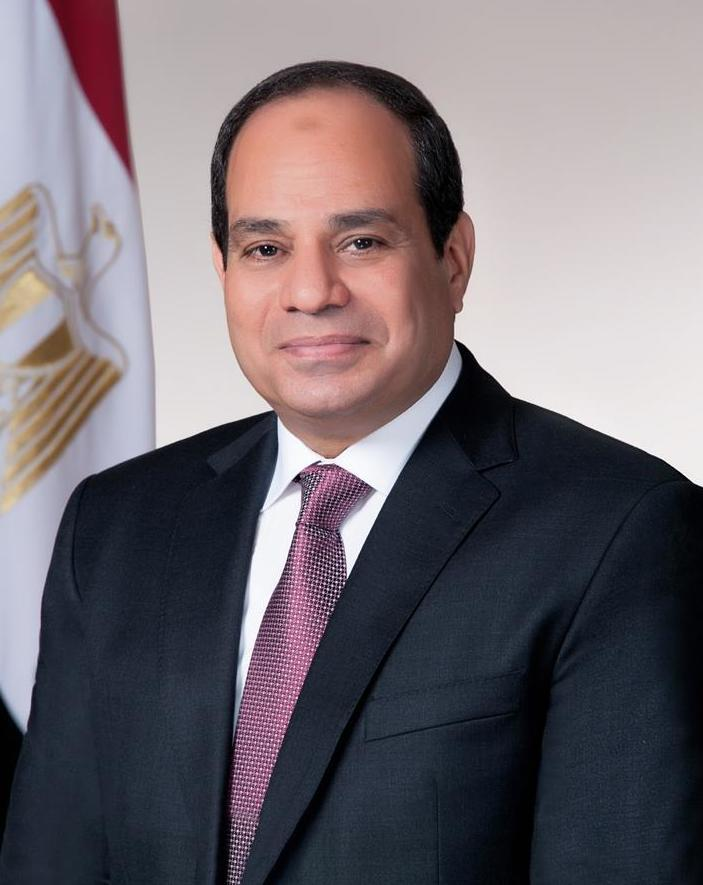
Égypte Abdel Fattah al-Sissi, président
Émirats arabes unis Hamad ben Muhammad Al-Charqi, émir de Fujaïrah
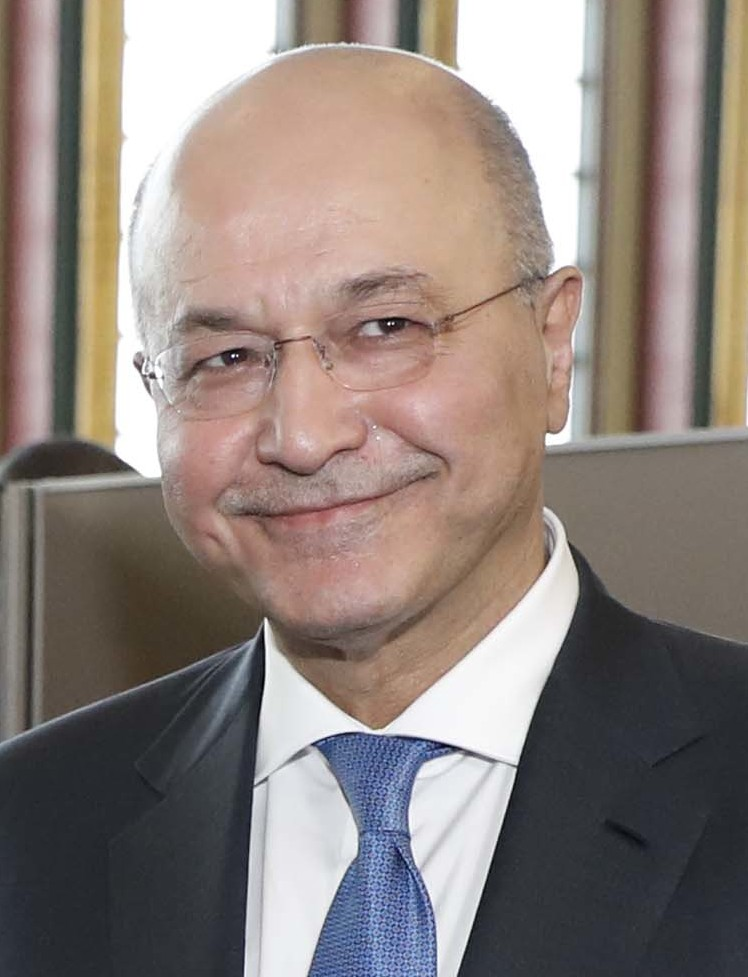
Irak Barham Salih, président
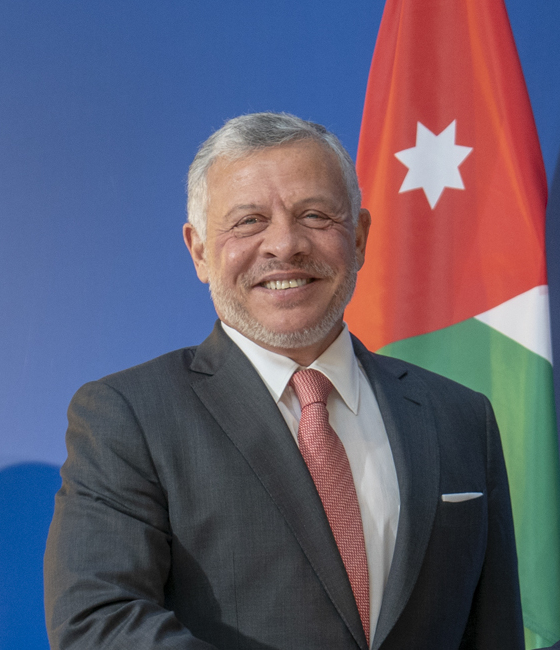
Jordanie Abdallah II, roi
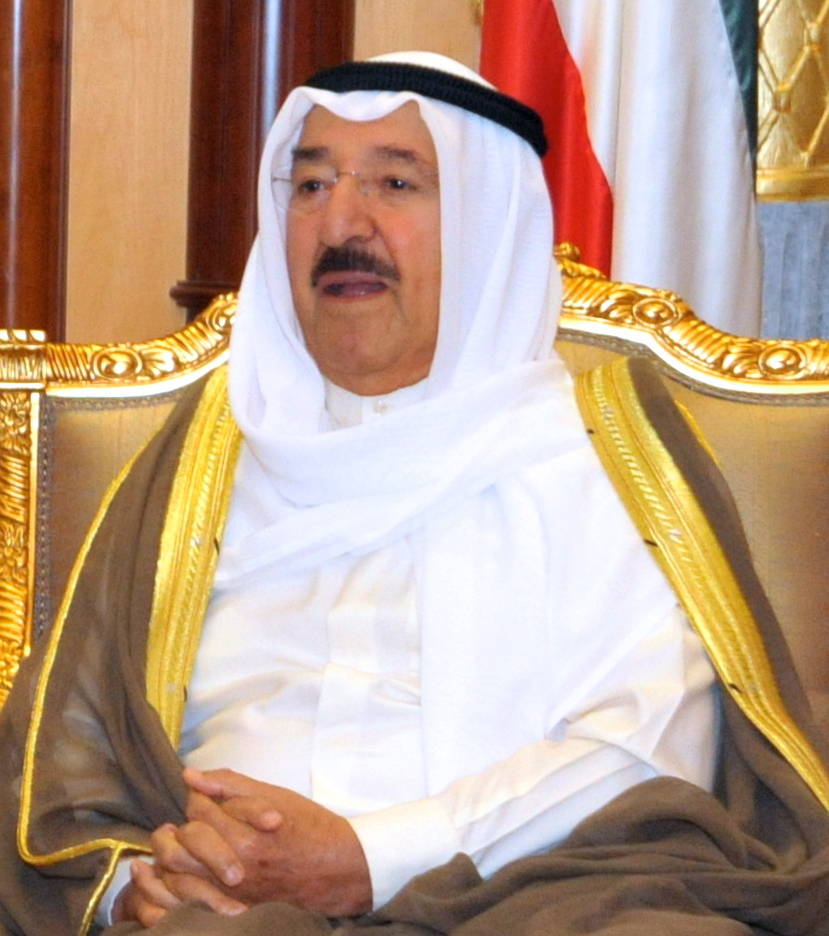
Koweït Sabah al-Ahmad al-Jabir al-Sabah, émir
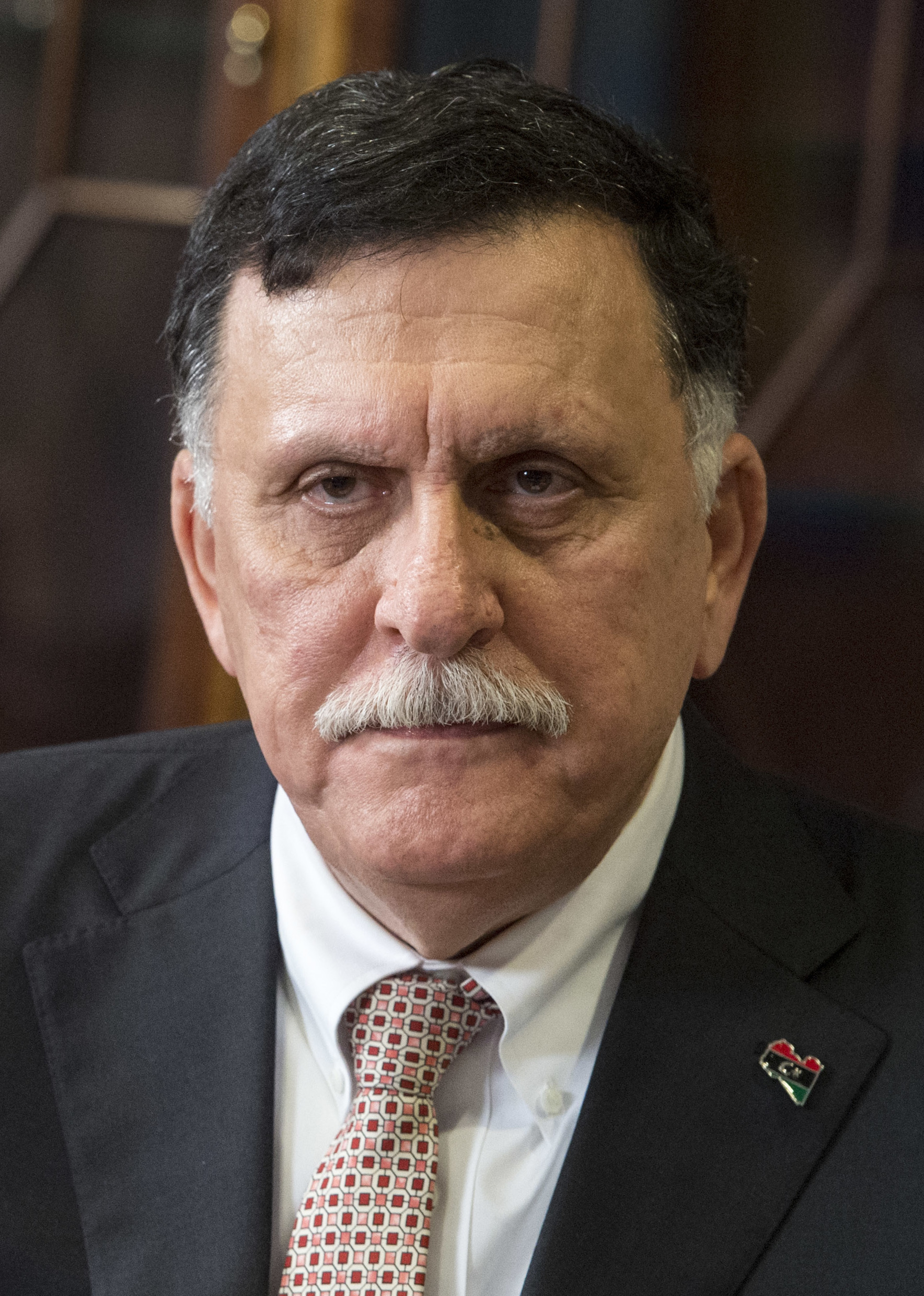
Libye Fayez el-Sarraj, président
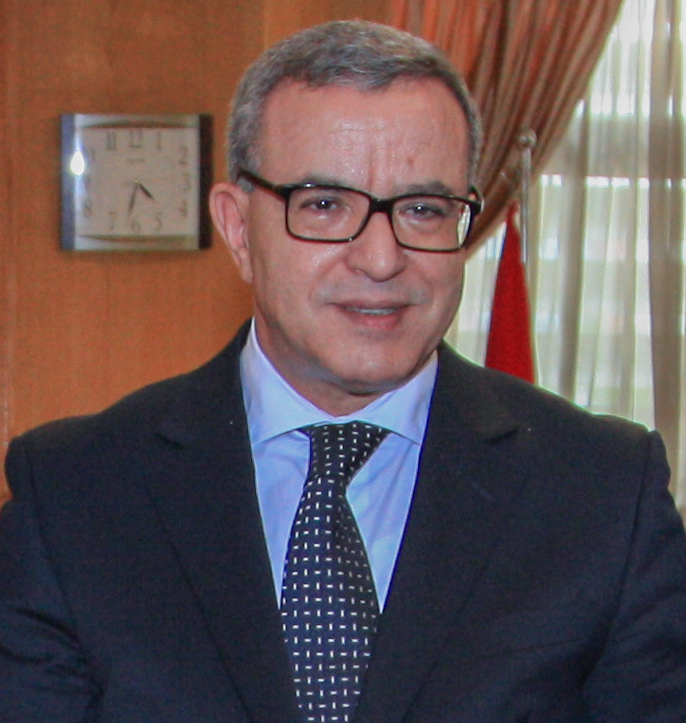
Maroc Mohamed Aujar, ministre de la justice
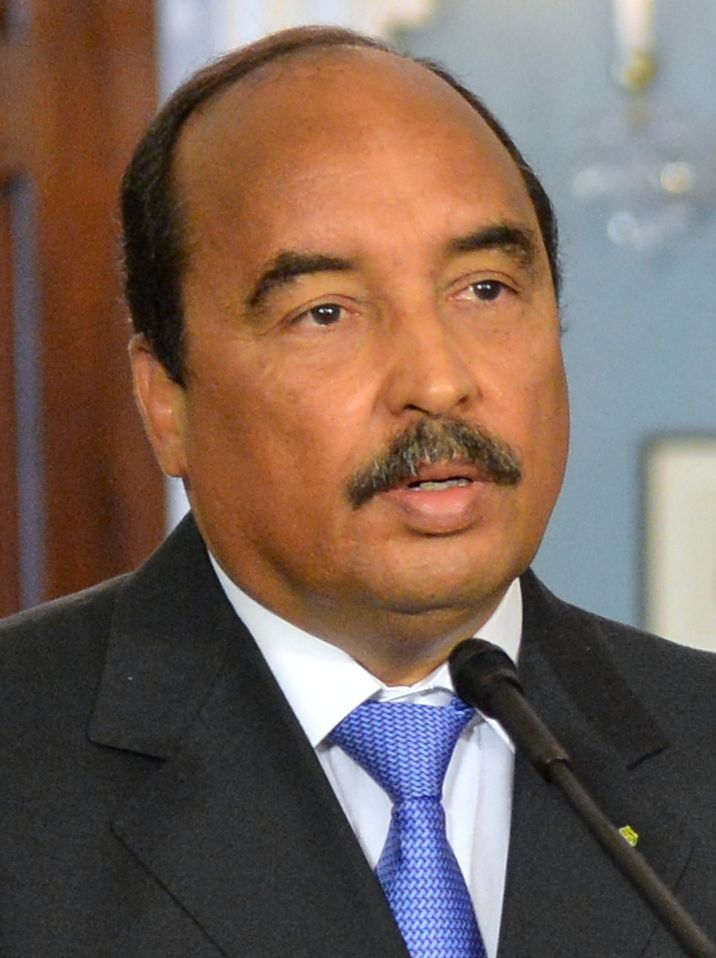
Mauritanie Mohamed Ould Abdel Aziz, président
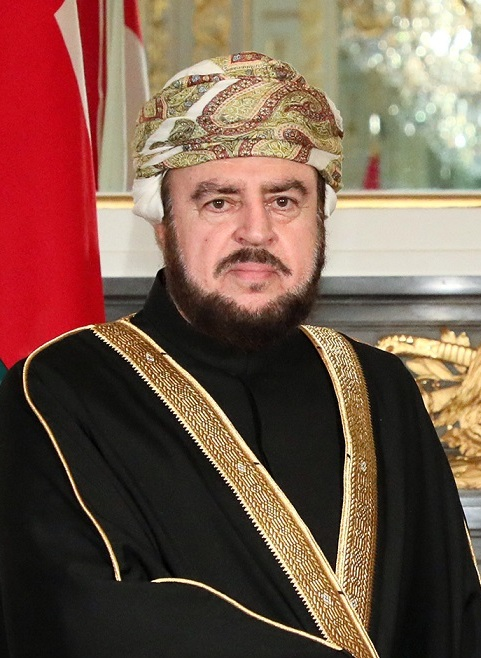
Oman Asa'ad bin Tariq bin Taimur al Said, représentant personnel du sultan
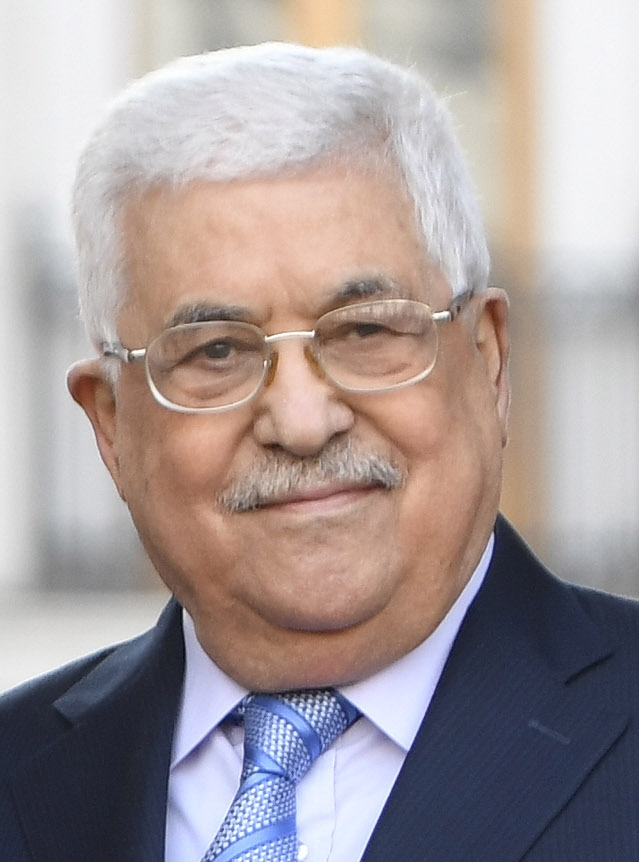
Palestine Mahmoud Abbas, président
Somalie Ahmed Isse Awad, ministre des affaires étrangères
Soudan Ahmed Awad Ibn Auf, ministre de la défense
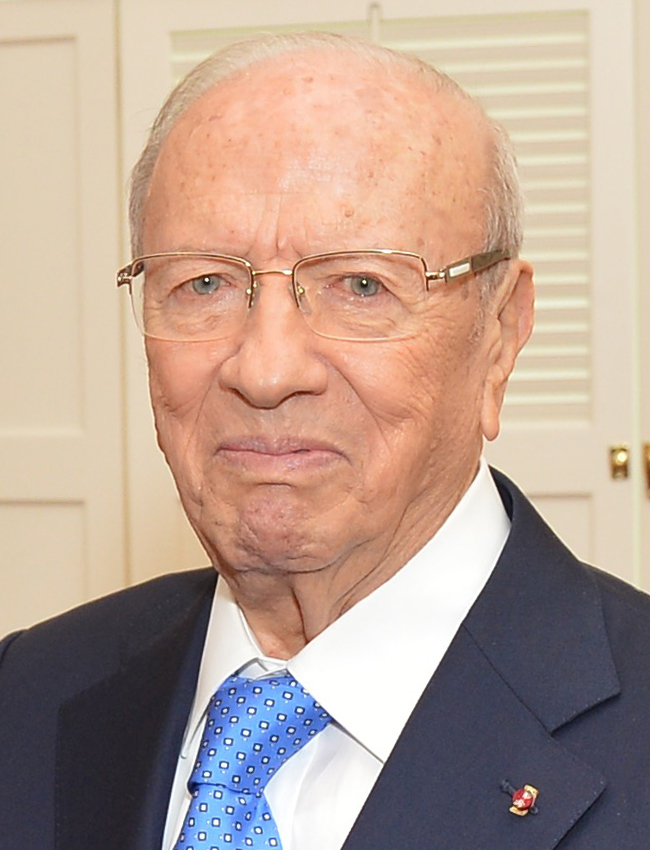
Tunisie Béji Caïd Essebsi, président (hôte)
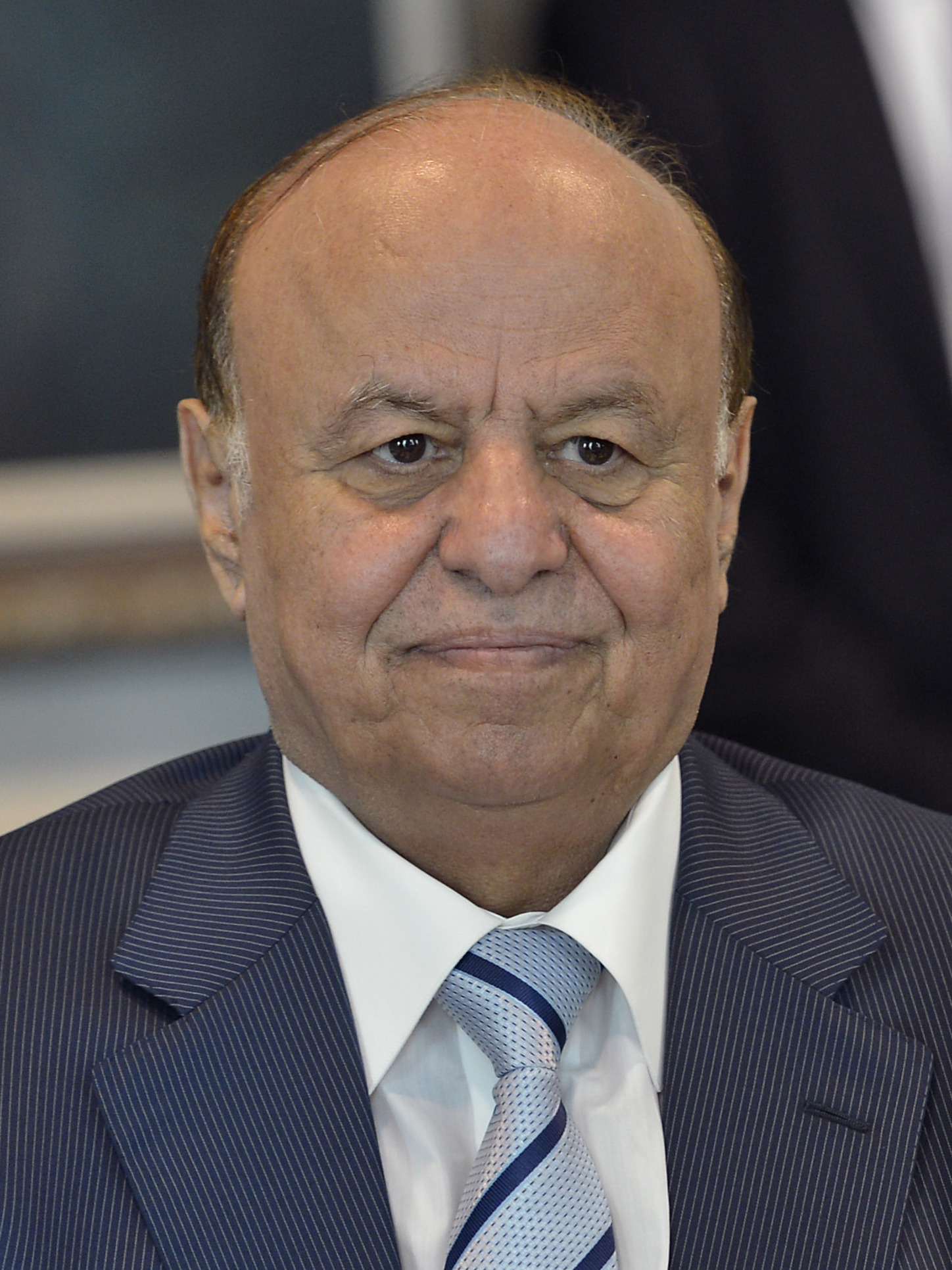
Yémen Abdrabbo Mansour Hadi, président

## Conclusions
Les conclusions de ce sommet comportent les points suivants :
- Le rejet de la décision américaine reconnaissant la souveraineté d'Israël sur le plateau du Golan.
- Le rejet de l'ingérence iranienne dans les affaires arabes.
- La nécessité de travailler pour parvenir à la résolution des crises libyennes et syriennes.
- La reconnaissance de l’intégrité territoriale de l'Irak et la condamnation des interventions turques dans le nord.
- Soutien à la stabilité du Liban.
- Condamnation des interprétations dévoyées de l'islam de certains groupes extrémistes.
- Condamnation des actes de violences envers des rohingyas en Birmanie.